# Фурс, Игорь Леонидович
Игорь Леонидович Фурс (1 августа 1929 — ?)  — украинский советский деятель, 1-й секретарь Днепродзержинского городского комитета КПУ Днепропетровской области. Кандидат в члены ЦК КПУ в 1971—1976 г. Кандидат в члены ЦК КПСС в 1971—1976 г. Депутат Верховного Совета УССР 8-го созыва.

## Биография
Учился в Днепродзержинской школе № 6 Днепропетровской области. В 1950 году окончил Днепродзержинский металлургический техникум.
В 1950—1965 годах — чертежник, начальник смены, заместитель начальника цеха, заместитель секретаря парткома Днепровского металлургического завода имени Дзержинского города Днепродзержинска Днепропетровской области.
Член КПСС с 1956 года.
В 1956 году без отрыва от производства окончил вечернее отделение Днепродзержинского металлургического института.
В 1965—1968 годах — 1-й секретарь Заводского районного комитета КПУ города Днепродзержинска. В 1968—1969 годах — в аппарате Днепропетровского областного комитета КПУ.
В марте 1969—1975 годах — 1-й секретарь Днепродзержинского городского комитета КПУ Днепропетровской области.
Потом — на пенсии в городе Днепродзержинске (теперь — Каменское) Днепропетровской области.

## Награды
- ордена
- медали